# Brouwcompagnie Rolling Hills
Brouwcompagnie Rolling Hills is een Belgische brouwerij gelegen in Oudenaarde. 
De brouwerij werd opgericht in 2020 door de broers Edward, Karel en Antoon  Vandermeersch in Oudenaarde. De brouwinstallatie werd opgebouwd met tweedehands machines en tanks uit Duitsland, Polen, Noorwegen en Finland. 

## Bieren
Onderstaande bieren worden gebrouwen:
- Courant
- Steeple
- Wildebeest
- Rolling Pils
- Lelijken das